# Liste der olympischen Medaillengewinner aus Afghanistan
Das Afghanistan National Olympic Committee wurde 1920 gegründet und 1936 vom Internationalen Olympischen Komitee aufgenommen.

## Medaillenbilanz
Bislang konnte ein Sportler aus Afghanistan zwei olympische Medaillen bei den Sportwettbewerben erringen. Beide Male gewann er eine Bronzemedaille.
| Afghanistan bei den Olympischen Sommerspielen                                  | Afghanistan bei den Olympischen Sommerspielen | Afghanistan bei den Olympischen Sommerspielen | Afghanistan bei den Olympischen Sommerspielen | Afghanistan bei den Olympischen Sommerspielen | Afghanistan bei den Olympischen Sommerspielen |      | Afghanistan bei den Olympischen Winterspielen | Afghanistan bei den Olympischen Winterspielen | Afghanistan bei den Olympischen Winterspielen | Afghanistan bei den Olympischen Winterspielen | Afghanistan bei den Olympischen Winterspielen | Afghanistan bei den Olympischen Winterspielen |
| Jahr                                                                           | Gold                                          | Silber                                        | Bronze                                        | Gesamt                                        | Rang                                          | Jahr | Gold                                          | Silber                                        | Bronze                                        | Gesamt                                        | Rang                                          |                                               |
| 1936                                                                           | 0                                             | 0                                             | 0                                             | 0                                             |                                               |      | 1936                                          | –                                             | –                                             | –                                             | –                                             | –                                             |
| 1948                                                                           | 0                                             | 0                                             | 0                                             | 0                                             |                                               |      | 1948                                          | –                                             | –                                             | –                                             | –                                             | –                                             |
| 1952                                                                           | –                                             | –                                             | –                                             | –                                             | –                                             |      | 1952                                          | –                                             | –                                             | –                                             | –                                             | –                                             |
| 1956                                                                           | 0                                             | 0                                             | 0                                             | 0                                             |                                               |      | 1956                                          | –                                             | –                                             | –                                             | –                                             | –                                             |
| 1960                                                                           | 0                                             | 0                                             | 0                                             | 0                                             |                                               |      | 1960                                          | –                                             | –                                             | –                                             | –                                             | –                                             |
| 1964                                                                           | 0                                             | 0                                             | 0                                             | 0                                             |                                               |      | 1964                                          | –                                             | –                                             | –                                             | –                                             | –                                             |
| 1968                                                                           | 0                                             | 0                                             | 0                                             | 0                                             |                                               |      | 1968                                          | –                                             | –                                             | –                                             | –                                             | –                                             |
| 1972                                                                           | 0                                             | 0                                             | 0                                             | 0                                             |                                               |      | 1972                                          | –                                             | –                                             | –                                             | –                                             | –                                             |
| 1976                                                                           | –                                             | –                                             | –                                             | –                                             | –                                             |      | 1976                                          | –                                             | –                                             | –                                             | –                                             | –                                             |
| 1980                                                                           | 0                                             | 0                                             | 0                                             | 0                                             |                                               |      | 1980                                          | –                                             | –                                             | –                                             | –                                             | –                                             |
| 1984                                                                           | –                                             | –                                             | –                                             | –                                             | –                                             |      | 1984                                          | –                                             | –                                             | –                                             | –                                             | –                                             |
| 1988                                                                           | 0                                             | 0                                             | 0                                             | 0                                             |                                               |      | 1988                                          | –                                             | –                                             | –                                             | –                                             | –                                             |
| 1992                                                                           | –                                             | –                                             | –                                             | –                                             | –                                             |      | 1992                                          | –                                             | –                                             | –                                             | –                                             | –                                             |
| 1996                                                                           | 0                                             | 0                                             | 0                                             | 0                                             |                                               |      | 1994                                          | –                                             | –                                             | –                                             | –                                             | –                                             |
| 2000                                                                           | –                                             | –                                             | –                                             | –                                             | –                                             |      | 1998                                          | –                                             | –                                             | –                                             | –                                             | –                                             |
| 2004                                                                           | 0                                             | 0                                             | 0                                             | 0                                             |                                               |      | 2002                                          | –                                             | –                                             | –                                             | –                                             | –                                             |
| 2008                                                                           | 0                                             | 0                                             | 1                                             | 1                                             | 80                                            |      | 2006                                          | –                                             | –                                             | –                                             | –                                             | –                                             |
| 2012                                                                           | 0                                             | 0                                             | 1                                             | 1                                             | 79                                            |      | 2010                                          | –                                             | –                                             | –                                             | –                                             | –                                             |
| 2016                                                                           | 0                                             | 0                                             | 0                                             | 0                                             |                                               |      | 2014                                          | –                                             | –                                             | –                                             | –                                             | –                                             |
| 2020                                                                           | 0                                             | 0                                             | 0                                             | 0                                             |                                               |      | 2018                                          | –                                             | –                                             | –                                             | –                                             | –                                             |
| 2024                                                                           | 0                                             | 0                                             | 0                                             | 0                                             |                                               |      | 2022                                          | –                                             | –                                             | –                                             | –                                             | –                                             |
| Gesamt                                                                         | 0                                             | 0                                             | 2                                             | 2                                             |                                               |      | Gesamt                                        | 0                                             | 0                                             | 0                                             | 0                                             |                                               |
| \| \| Gold \| Silber \| Bronze \| Gesamt \| \| Ges. S+W \| 0 \| 0 \| 2 \| 2 \| |                                               |                                               |                                               |                                               |                                               |      |                                               |                                               |                                               |                                               |                                               |                                               |
|                                                                                | Gold                                          | Silber                                        | Bronze                                        | Gesamt                                        |                                               |      |                                               |                                               |                                               |                                               |                                               |                                               |
| Ges. S+W                                                                       | 0                                             | 0                                             | 2                                             | 2                                             |                                               |      |                                               |                                               |                                               |                                               |                                               |                                               |

## Medaillengewinner

### Olympische Sommerspiele
| Name            | Sportart  | Jahr / Disziplin            | Gold | Silber | Bronze | Gesamt |
| --------------- | --------- | --------------------------- | ---- | ------ | ------ | ------ |
| Rohullah Nikpai | Taekwondo | 2008 Peking: Fliegengewicht | 0    | 0      | 1      | 2      |
| Rohullah Nikpai | Taekwondo | 2012 London: Federgewicht   | 0    | 0      | 1      | 2      |

### Olympische Winterspiele
Bisher gibt es noch keine Teilnehmer und somit auch keine Olympiamedaillengewinner bei den Olympischen Winterspielen aus Afghanistan.